# Ponta de São Lourenço

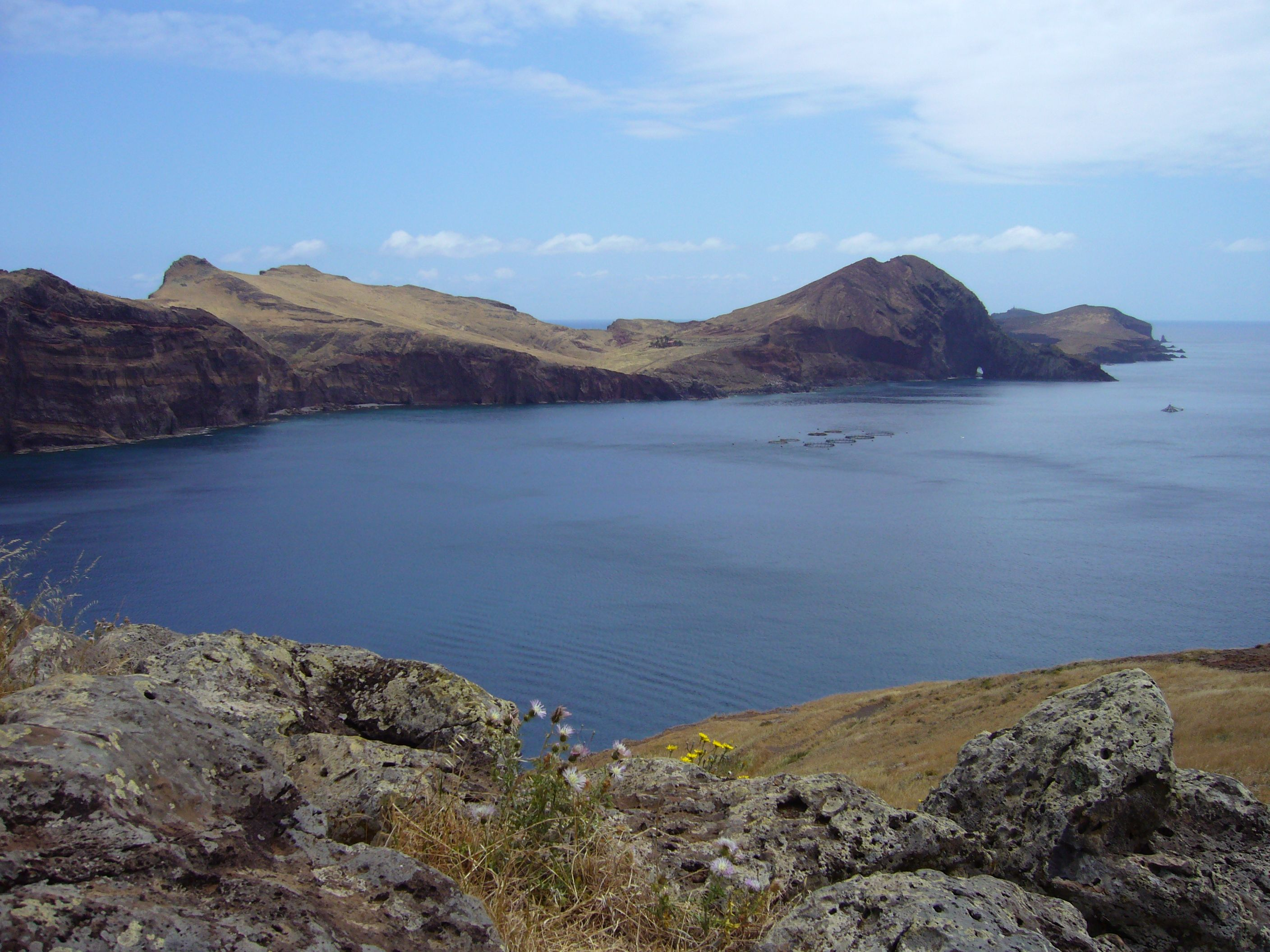
Ponta de São Lourenço

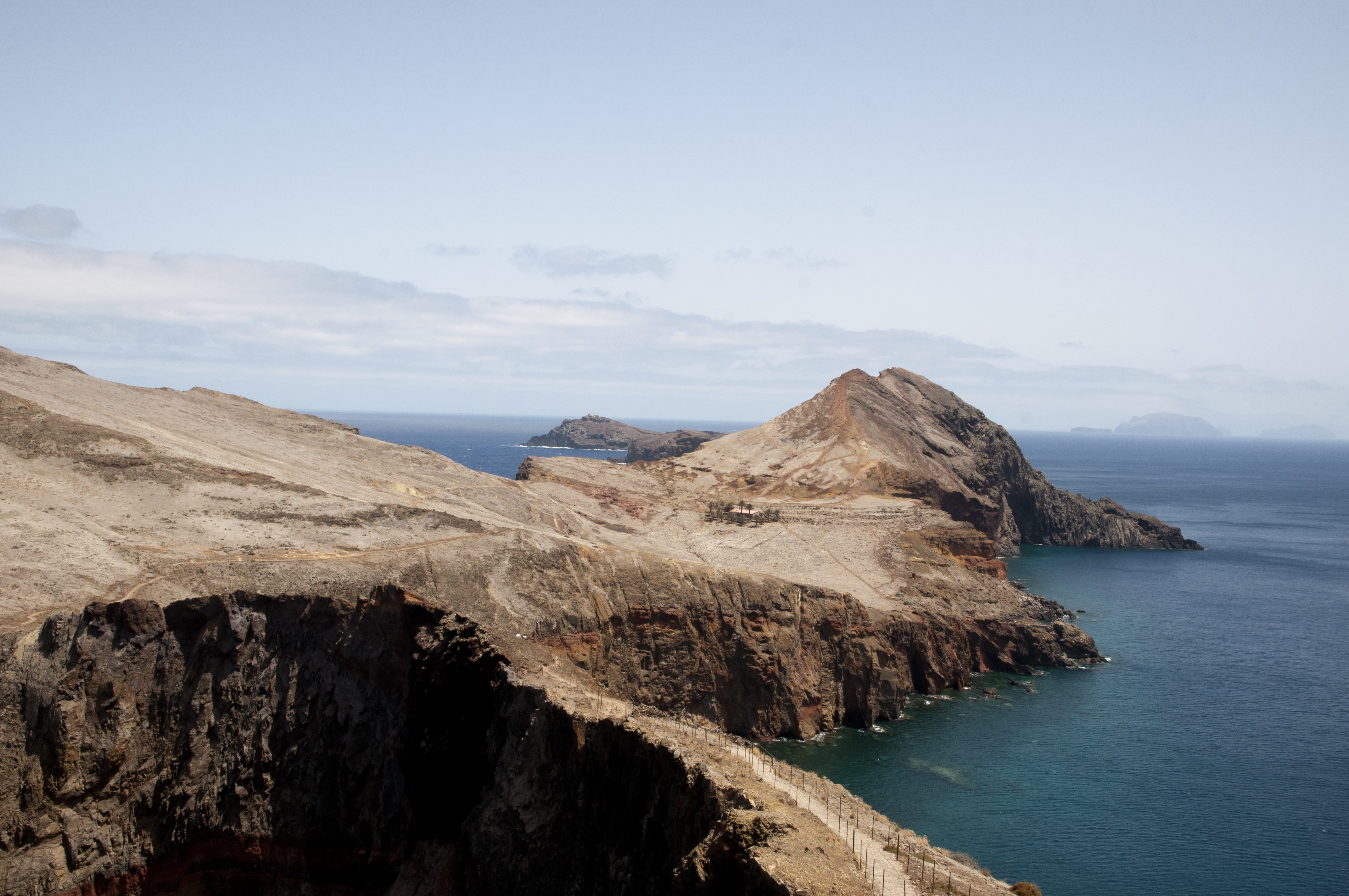

Ponta de São Lourenço is het circa 6 kilometer lange schiereiland dat gelegen is aan het oostelijke uiteinde van het Portugese eiland Madeira en vanaf de oostzijde van het dorp Caniçal. Aan het oostelijke uiteinde van dit schiereiland ligt het eilandje Ilhéu do Farol met daarop de Farol da Ponta de São Lourenço.